# Sims (Illinois)
Pour les articles homonymes, voir Sims.
Sims est un village situé au sud-ouest du comté de Wayne dans l'Illinois, aux États-Unis,. Il est incorporé le 21 mars 1910.

## Démographie
Lors du recensement de 2010, le village comptait une population de 252 habitants. Elle est estimée, en 2016, à 250 habitants.

### Source de la traduction
- (en) Cet article est partiellement ou en totalité issu de l’article de Wikipédia en anglais intitulé « Sims, Illinois » (voir la liste des auteurs).